# Freak Show (filme)
Freak Show é um filme de comédia dramática dos Estados Unidos dirigido por Trudy Styler. Foi lançado mundialmente no Festival de Berlim em 13 de fevereiro de 2017.

## Sinopse
Encontramos Billy Bloom a olhar para o espelho, a planear a sua maquilhagem, e sabemos que não é um cara comum. De volta ao início da sua vida, a sua mãe indulgente, extravagante e alcoólica, "Muv", adora-o, encorajando-o ativamente a vestir-se bem. Isto causa muitas discussões entre a sua mãe e o pai conservador Bill, que se separam. 
Vive com ela durante sete anos em Connecticut, antes de ser transportado para viver na mansão do seu pai rico, no extremo sul, após o seu súbito desaparecimento (mais tarde revelado como uma reabilitação). Billy refugia-se mais no seu mundo de fantasias, ignorando o conselho da governanta Florence de se vestir de forma conservadora, como calças de ganga, no seu primeiro dia na escola secundária local. No entanto a sua ideia de conservador é bastante extravagante, com eyeliner e batom, top pirata com folhos, casaco preto e chapéu. É ostensivamente demasiado familiar, o que o leva a ser rapidamente ostracizado. 
Ninguém fala positivamente com ele no primeiro dia, mas no segundo, Mary Jane não só faz amizade com ele, dando informações sobre os alunos mais proeminentes, como "Flip" Kelly se apresenta. É o herói da escola e também mostra o seu apoio a Billy. Quando o grupo de três raparigas bullies pede dicas de moda a Billie, ele separa-as de forma brilhante, depois há os atletas homofóbicos e o solitário Bernie com um profundo ressentimento em relação a ele, uma máscara para algo mais profundo. (Mais tarde, experimenta com ele na casa de banho dos rapazes, mas quer ficar no armário.) O professor de biologia de Billy permite que os alunos o intimidem constantemente, tratando-o de forma estereotipada como alguém considerado gay. 
Para retaliar, usa roupas escandalosas durante semanas para combater o ataque de bolas de cuspo que lhe são lançadas. Culmina no dia em que veste um vestido de noiva completamente estranho, de comprimento mini, com véu e maquilhagem vermelha berrante. Billy foi até à sala de aula, onde cinco ou seis atletas o espancaram até quase o matarem. Flip e outro detêm-nos, mas ele fica em coma durante cinco dias. Flip visita Billy regularmente durante o coma e convence-o a ajudá-lo a regressar a casa. Depois de ver Jackson Pollock, de Larry, Flip fala sobre a sua preferência pela arte em vez do futebol. 
Mary Jane mantém-no a par da evolução da escola, aplaudindo o seu martírio que abriu caminho a todos. A administração expulsou aqueles que o atacaram e organizou assembleias sobre crimes de ódio para promover a tolerância. Como o liceu implica normalmente conformar-se, adaptar-se e não chamar a atenção sobre si, Flip tenta fazer com que Billy baixe o tom durante o horário escolar. No dia seguinte, Billy faz uma representação teatral da sua reportagem sobre o livro O Grande Gatsby, vestido e atuando como Zelda Fitzgerald. Mais tarde, nesse dia, um incidente no ginásio durante a subida à corda desencadeou uma reação homofóbica em relação a ele. 
Billy chega a casa para encontrar Muv. Acreditando inicialmente que ela o veio buscar, o pai deixa-o estar presente para que possa ver que ela está ali apenas por dinheiro, uma vez que lhe pediu para produzir um herdeiro para Bill. Atordoado, Billy vai até à cozinha e Florence é simpática com ele. Flip vem ver Billy, e Muv bêbado cai sobre ele. Deambulando pelo recinto da escola, Billy anuncia a sua candidatura a rainha do baile contra a outra candidata, Lynette, rainha da escola. 
Angariam apoio antes de terem de fazer discursos de campanha à escola para ganhar o seu voto. Ambos saem em carros alegóricos à sua escolha, o dela é um carro alegórico sem imaginação dela com as amigas de vermelho, o dele com um salto roxo brilhante, ele com uma bainha prateada justa. A equipa vence por pouco o jogo de regresso a casa, a última jogada ferindo também gravemente o ombro de Flip/Mark (para que possa ir buscar a arte). No auditório, o discurso de Lynette é abertamente odioso para quem não é heterossexual, enquanto o de Billy é um apelo à compreensão. 
É aplaudido de pé, mas mesmo assim perde. O pai de Billy felicita-o pela vitória, por enfrentar o desafio sem medo e por dizer a verdade. No campus da escola, o seu verdadeiro triunfo pode ser visto. As pessoas têm menos medo de se mostrar e há uma maior tolerância, uma aceitação alegre da diversidade.

## Elenco
- Alex Lawther como Billy Bloom
- Eddie Schweighardt como Billy Bloom criança
- Abigail Breslin como Lynette, que compete com Billy pelo título de rainha do baile no último ano do ensino médio
- Bette Midler como Miriam, ou Muv, mãe de Billy
- Larry Pine como Sr. Bloom, pai de Billy, um rico empresário, que possui pinturas valiosas
- AnnaSophia Robb como Mary Jane ou "Blah Blah Blah", amiga de Billy, a quem faz amizade com ele logo ao chegar na escola
- Ian Nelson como Mark "Flip" Kelly, o amigo de Billy, que é bastante popular na escola, e o número 4 como jogador de futebol americano
- Lorraine Toussaint como Flossie, babá de Billy
- Laverne Cox como Felicia, a repórter
- Willa Fitzgerald como Tiffany
- Celia Weston como Florence

## Recepção
David Rooney, escrevendo para o Hollywood Reporter publicou uma crítica negativa dizendo que o filme "se desenrola com uma ausência quase total de finesse ou sutileza (...) consegue ser programático e quase sem forma, pois ele vai de uma cena para outra (...) com o fluxo narrativo parado e os personagens mal desenvolvidos."